# Swoyersville
Swoyersville es un borough ubicado en el condado de Luzerne en el estado estadounidense de Pensilvania. En el año 2000 tenía una población de 5,157 habitantes y una densidad poblacional de 921 personas por km².

## Geografía
Swoyersville se encuentra ubicado en las coordenadas 41°17′41″N 75°52′36″O / 41.29472, -75.87667.

## Demografía
Según la Oficina del Censo en 2000 los ingresos medios por hogar en la localidad eran de $30,434 y los ingresos medios por familia eran $39,188. Los hombres tenían unos ingresos medios de $29,101 frente a los $26,304 para las mujeres. La renta per cápita para la localidad era de $16,449. Alrededor del 10.8% de la población estaba por debajo del umbral de pobreza.